# Кро
„Кро“ (на английски: Cro) е американски анимационен сериал, създаден през 1993 година. В САЩ дебютира в съботната сутрин на 18 септември 1993 по телевизионния канал Ей Би Си.

## Сюжет
Основните герои имат различни качества, някои, от които не се забелязват толкова лесно. Кро – напълно еволюиралия единадесет годишен кроманьон, например, съвсем очевидно е интелигентен, което се оказва достатъчна причина, често да дразни племето. Ог, въпреки че като цяло доста се перчи, води хората си добре, а и дава наченки на интелект. По реда на еволюцията следва Гог, който често влиза в ролята на преводач на Боб – най-малко еволюиралият от групата, който обаче свири великолепно на флейта, а и служи на всички експерименти спретвани от Ог и Боб. И естествено Нанди, чиято роля е да готви зелена гадост. В ролята на разказвач и един от централните персонажи влиза Фил – мамут открит от Майк и доктор Сесилия мамут, който удивително добре се вписва в 20 век. Измежду мамутите, които са и по-интелигентните същества в Луливил, по-забележителни са приятелите на Кро – Пака, млада и доста неконсервативна симпатична пухкавелка, както и Ивана – най-интелигентната в мамутското стадо, която често учи Кро на нови неща и още по-често използва Фил за експериментите си. По правило много напреднали и доста забавно реализирани с камъни, пръти и въжета. Има и няколко врагове, като вълците или Селин – саблезъба тигрица, които тормозят нашите герои и подхранват изобретателната им натура, както и братята мамути Моджо и Ърл, постоянно настояващи хората да се изселят и търсещи причина да наложат мнението си на водачката на мамутите – Есмералда. На която никой не и пречи, стига да не я отвлича от къдренето, танците или някоя друга подобна дейност.

## В България
Сериалът е излъчен в България многократно по Нова Телевизия през 90-те години с дублаж на български език.
| Преводач           | Виктор Цанчев                                                                              |
| Редактор           | Евгения Стайнова                                                                           |
| Озвучаващи артисти | Венета Зюмбюлева Ива Апостолова Даринка Митова Георги Георгиев Иван Танев Стефан Димитриев |